# Tolar
Pour les articles homonymes, voir Tolar (homonymie) et SIT.
Le tolar (code SIT) était l'unité monétaire de la Slovénie, du 8 octobre 1991 au 31 décembre 2006 avant d'être remplacé par l'euro. Le tolar était divisé en 100 stotins.

## Taux de change
Le tolar est lié à l'euro depuis le 28 juin 2004 (Entrée dans le MCE II) :

1 euro = 239,640 SIT 

## Histoire du tolar slovène
En septembre 1989, l'Assemblée générale de la République Yougoslave de Slovénie adopte un amendement à sa constitution accordant le droit à la Slovénie de faire sécession de la Yougoslavie. Le 23 décembre 1990, 88 % de la population slovène se prononce par référendum en faveur de l'indépendance. Le 25 juin 1991, la République de Slovénie déclare son indépendance.
La Banque de Slovénie (Banka Slovenije en slovène) est créée le 25 juin 1991 par la promulgation de l'acte de la banque centrale par le parlement de la République de Slovénie (JO de la République de Slovénie S No. 1/91-I).
Le tolar a été introduit le 8 octobre 1991 pour remplacer le dinar yougoslave de 1990 à parité égale. Il s'agissait de notes de paiement de 1, 2, 5, 10, 50, 100, 200, 500 et 1000 tolars.
Des billets de banque ont progressivement été mis en circulation à partir de septembre 1992.
En 1993, une première série de pièces a été mise en circulation : le 4 janvier les pièces de 5 tolars, 2 tolars, 1 tolar et 50 stotins et le 29 avril, les pièces de 20 stotins et 10 stotins (JO de la RS No. 59/92). La pièce de 10 tolars est mise en circulation le 19 avril 2000 (JO de la RS No. 15/98), tandis que les pièces de 20 tolars et 50 tolars sont mises en circulation le 7 juillet 2003 (JO de la RS No. 86/02)
Les notes de paiement de 1991 ont été progressivement retirées de la circulation, mais restent toujours échangeables à la Banque de Slovénie.
À partir du 2 février 2002, le tolar est lié à l'euro au taux de 1 EUR = 239,640 SIT. Ce taux n'a pas changé jusqu'au remplacement du tolar par l'euro le 1er janvier 2007 lors de l'entrée de la Slovénie dans la zone euro. À la suite de l'adhésion de la République de Slovénie à l'Union européenne, la Banque de Slovénie est devenue membre du Système européen de banques centrales (SEBC) et depuis le 28 juin 2004, le tolar a été fixé au Mécanisme de taux de change européen ERM II.

## Le passage à l'euro
Le passage à l'euro en Slovénie s'est fait le 1er janvier 2007.
Le dessin des pièces en euro de la Slovénie a été présenté le 16 octobre 2005. Ces pièces sont valables dans toute la zone euro depuis le 1er janvier 2007.
Articles de la Banque de Slovénie (Banka Slovenije), en anglais :
- Introduction de l'euro en Slovénie.

## Détails
Bien qu'elles soient affichées dans les prix courants, les stotins ne sont pas utilisées dans la vie courante, le client payant au tolar supérieur.
Tolar n'est pas une déformation de dollar. Les deux partagent une étymologie commune remontant au thaler. Le terme officiel est slovenski tolar (tolar slovène). Ceci vient du fait que tolar signifie thaler en slovène.
Le tolar n'a pas une forte charge symbolique en Slovénie. Chronologiquement la seconde monnaie du pays (après un système de coupons mis en place immédiatement après l'indépendance), il arrive que les Slovènes parlent de « SIT » au lieu de tolars (l'expression « slovenski tolar » n’est jamais employée dans le langage courant).
Orthographes au pluriel (prononciation française entre crochets) :
- 2 tolarja [-ya]
- 3 et 4 tolarji [-yi]
- 5 ou plus tolarjev [-yeo]).

- Le plus petit billet vaut 10 tolars, soit environ 4 centimes d'euro,
- Le plus gros billet vaut 10 000 tolars, soit environ 41 euros.

## Les billets de banque slovènes

### Les notes de paiement ou coupons (1991)
Une première série de coupons est éditée peu après la proclamation d'indépendance, le 8 octobre 1991 (1, 2, 5, 10, 50, 100, 200, 500, 1000 tolars), le coupon de 5000 tolars est mis en circulation le 27 mai 1992.
Ces coupons ont été mis hors circulation le 30 juin 1993, sauf les coupons de 1000 tolars (dès le 6 novembre 1992) et de 5000 tolars (le 1er février 1994).:
Ces notes de paiement sont toujours échangeables à la Banque de Slovénie, sans limite.

### Les billets de banque
- 10 tolarjev
- 20 tolarjev
- 50 tolarjev
- 100 tolarjev
- 200 tolarjev
- 500 tolarjev
- 1000 tolarjev
- 5000 tolarjev
- 10000 tolarjev